# Liste der Baudenkmale in Rosenau (Brandenburg)
In der Liste der Baudenkmale in Rosenau (Brandenburg) sind alle Baudenkmale der brandenburgischen Gemeinde Rosenau (Brandenburg) aufgelistet. Grundlage ist die Veröffentlichung der Landesdenkmalliste mit dem Stand vom 31. Dezember 2020. Die Bodendenkmale sind in der Liste der Bodendenkmale in Rosenau (Brandenburg) aufgeführt.

## Legende
In den Spalten befinden sich folgende Informationen:
- ID-Nr.: Die Nummer wird vom Brandenburgischen Landesamt für Denkmalpflege vergeben. Ein Link hinter der Nummer führt zum Eintrag über das Denkmal in der Denkmaldatenbank. In dieser Spalte kann sich zusätzlich das Wort Wikidata befinden, der entsprechende Link führt zu Angaben zu diesem Denkmal bei Wikidata.
- Lage: die Adresse des Denkmales und die geographischen Koordinaten. Link zu einem Kartenansichtstool, um Koordinaten zu setzen. In der Kartenansicht sind Denkmale ohne Koordinaten mit einem roten beziehungsweise orangen Marker dargestellt und können in der Karte gesetzt werden. Denkmale ohne Bild sind mit einem blauen bzw. roten Marker gekennzeichnet, Denkmale mit Bild mit einem grünen beziehungsweise orangen Marker.
- Bezeichnung: Bezeichnung in den offiziellen Listen des Brandenburgischen Landesamtes für Denkmalpflege. Ein Link hinter der Bezeichnung führt zum Wikipedia-Artikel über das Denkmal.
- Beschreibung: die Beschreibung des Denkmales
- Bild: ein Bild des Denkmales und gegebenenfalls einen Link zu weiteren Fotos des Baudenkmals im Medienarchiv Wikimedia Commons

## Über die Gemeindegrenzen hinaus
| ID-Nr.                           | Lage   | Bezeichnung | Beschreibung                                  | Bild               |
| -------------------------------- | ------ | --- | --------------------------------------------- | ------------------ |
| 09190868                         | (Lage) | Buckautalbahn, Streckenstück, einschließlich Anschlussgleis zum ehemaligen Quelleauslieferungslager in Bücknitz und Endpunkt Görzke sowie dort aufgestellte Diesellok |                                               | weitere Bilder     |
| 09192293 Teilobjekt zu: 09190868 | ()     | Bahntrasse | Die Trasse befindet sich im Ortsteil Zitz.    | ein Bild hochladen |
| 09192297 Teilobjekt zu: 09190868 | ()     | Bahntrasse | Die Trasse befindet sich im Ortsteil Rögäsen. | ein Bild hochladen |

## Baudenkmale in den Ortsteilen

### Gollwitz
| ID-Nr.                           | Lage                            | Bezeichnung                                           | Beschreibung | Bild                                            |
| -------------------------------- | ------------------------------- | ----------------------------------------------------- | --- | ----------------------------------------------- |
| 09191013                         | (Lage)                          | Jagdsitz „Lebenswarte“, auf dem Gollwitzer Berg       | Auf dem Gollwitzer Berg stehen Reste der Lebenswarte, einen ehemaligen Jagdsitz. | Jagdsitz „Lebenswarte“, auf dem Gollwitzer Berg |
| 09190486                         | Gollwitzer Dorfstraße (Lage)    | Dorfkirche                                            | Die evangelische Dorfkirche wurde in der ersten Hälfte des 13. Jahrhunderts erbaut. Es ist ein Saalbau aus Feldsteinen mit einem Dachturm. Im Inneren ein Kanzelaltar aus dem Jahr 1699. | weitere Bilder                                  |
| 09191546                         | Gollwitzer Dorfstraße 3 (Lage)  | Wohnhaus mit Seitenflügel und Stallgebäude            | | weitere Bilder                                  |
| 09191547 Teilobjekt zu: 09191546 | Gollwitzer Dorfstraße 3 ()      | Stall                                                 | Der Stall begrenzt den Hof zur Straße hin. | ein Bild hochladen                              |
| 09191581                         | Gollwitzer Dorfstraße 32 (Lage) | Gehöft, bestehend aus Wohnhaus und Wirtschaftsgebäude | | weitere Bilder                                  |
| 09191582 Teilobjekt zu: 09191581 | Gollwitzer Dorfstraße 32 ()     | Wohnhaus                                              | | Wohnhaus                                        |
| 09191583 Teilobjekt zu: 09191581 | Gollwitzer Dorfstraße 32 ()     | Stall & Waschküche                                    | | ein Bild hochladen                              |

### Rogäsen
| ID-Nr.            | Lage                                 | Bezeichnung | Beschreibung | Bild           |
| ----------------- | ------------------------------------ | --- | --- | -------------- |
| 09190371 Wikidata | Rogäsener Dorfstraße (Lage)          | Dorfkirche (Teilruine) | Die Dorfkirche Rogäsen ist ursprünglich ein Feldsteinbau aus der ersten Hälfte des 13. Jahrhunderts. Der Turm ist im spätgotischen Stil erbaut worden. Im Jahre 1898 wurde eine Apsis angebaut. Zur Kirche gehören zwei mittelalterliche Glocken. Ab 2015 wurde die Kirche renoviert. | weitere Bilder |
| 09190372          | Rogäsener Dorfstraße 1, 1a, 2 (Lage) | Gutsanlage, bestehend aus Herrenhaus („Schloss“) mit Seitenflügel und Ziegelmauer, Gutspark, Pferdestall und Gutsbediensteten-Wohnhaus | | weitere Bilder |

### Viesen
| ID-Nr.            | Lage                          | Bezeichnung                                                    | Beschreibung | Bild                      |
| ----------------- | ----------------------------- | -------------------------------------------------------------- | --- | ------------------------- |
| 09190481 Wikidata | Viesener Dorfstraße (Lage)    | Dorfkirche                                                     | Die evangelische Dorfkirche ist ein Feldsteinbau aus dem 13. Jahrhundert. Im Inneren ein Altaraufsatz aus dem Jahre 1684. | weitere Bilder            |
| 09190967          | Viesener Dorfstraße 37 (Lage) | Gehöft, bestehend aus Wohnhaus, zwei Stallgebäuden und Scheune | | weitere Bilder            |
| 09190017          | Viesener Dorfstraße 45 (Lage) | Lehnschulzengehöft                                             | | Lehnschulzengehöft        |
| 09190994          | Viesener Dorfstraße 51 (Lage) | Wohnhaus mit Stallgebäude                                      | | Wohnhaus mit Stallgebäude |

### Warchau
| ID-Nr.   | Lage                              | Bezeichnung                                                                      | Beschreibung | Bild           |
| -------- | --------------------------------- | -------------------------------------------------------------------------------- | ------------ | -------------- |
| 09190482 | Warchauer Dorfstraße (Lage)       | Dorfkirche                                                                       |              | weitere Bilder |
| 09190485 | Warchauer Dorfstraße 81 (Lage)    | Pfarrhaus                                                                        |              | Pfarrhaus      |
| 09190483 | Warchauer Dorfstraße 82-85 (Lage) | Gutsanlage, bestehend aus Gutshaus, Nebengebäuden, Wirtschaftshof und Parkanlage |              | weitere Bilder |

### Zitz
| ID-Nr.   | Lage                        | Bezeichnung                                                                   | Beschreibung | Bild                                                                          |
| -------- | --------------------------- | ----------------------------------------------------------------------------- | --- | ----------------------------------------------------------------------------- |
| 09190561 | Zitzer Dorfstraße (Lage)    | Dorfkirche                                                                    | Die evangelische Dorfkirche ist im Ursprung eine Kirche im Stil der Romanik. Nachdem sie im Dreißigjährigen Krieg zerstört wurde, baute sie die Gemeinde im 18. Jahrhundert wieder auf. Die Ausstattung im Inneren stammt aus der Zeit Anfang des 20. Jahrhunderts. | weitere Bilder                                                                |
| 09190562 | (Lage)                      | Denkmal für die Befreiungskriege 1813, an der Hauptstraße                     | Das Denkmal für die Befreiungskriege erinnert an Kämpfe eines preußischen Kavalleriekorps mit einem französischen Truppenverband. | weitere Bilder                                                                |
| 09191024 | Zitzer Dorfstraße 54 (Lage) | Wohnhaus                                                                      | | Wohnhaus                                                                      |
| 09191276 | Zitzer Dorfstraße 81 (Lage) | Gehöft, bestehend aus Wohnhaus, drei Stallgebäuden und Scheune                | | weitere Bilder                                                                |
| 09191025 | Zitzer Dorfstraße 83 (Lage) | Gehöft, bestehend aus Wohnhaus, linkem und rechtem Stallgebäude sowie Scheune | | Gehöft, bestehend aus Wohnhaus, linkem und rechtem Stallgebäude sowie Scheune |